# The Essential Ozzy Osbourne
The Essential Ozzy Osbourne é um álbum de coletânea de Ozzy Osbourne lançado em 2003.

## Faixas

### Disco 1
1. "Crazy Train"
2. "Mr. Crowley"
3. "I Don't Know" (ao vivo com Randy Rhoads)
4. "Suicide Solution"
5. "Goodbye To Romance"
6. "Over The Mountain"
7. "Flying High Again"
8. "Diary Of A Madman"
9. "Paranoid" (ao vivo com Randy Rhoads)
10. "Bark At The Moon"
11. "You're No Different"
12. "Rock 'n' Roll Rebel"
13. "Crazy Babies"
14. "Miracle Man"
15. "Fire In The Sky"

### Disco 2
1. "Breakin' All The Rules"
2. "Mama, I'm Coming Home"
3. "Desire"
4. "No More Tears"
5. "Time After Time"
6. "Road To Nowhere"
7. "I Don't Want To Change The World" (ao vivo)
8. "Perry Mason"
9. "I Just Want You"
10. "Thunder Underground"
11. "See You On The Other Side" (versão do álbum)
12. "Gets Me Through"
13. "Dreamer"
14. "No Easy Way Out"